# چیما دلا بیانکا
چیما دلا بیانکا (به لاتین: Cima della Bianca) یک کوه در سوئیس است که در کانتون تیچینو واقع شده‌است.چیما دلا بیانکا ۲٬۸۹۳ متر بالاتر از سطح دریا واقع شده‌است.